# Отто, Эрнст Юлиус
Эрнст Юлиус Отто (нем. Ernst Julius Otto; 1 сентября 1804, Кёнигштайн — 5 марта 1877, Дрезден) — германский композитор, автор произведений для мужского хора, музыкальный педагог, руководитель хора, церковный кантор.

## Биография
Родился 1 сентября 1804 года в Кёнигштайне (Саксонская Швейцария). Его отец был фармацевтом.
Опытный кантор Альбани, обнаружив в мальчике музыкальные способности, стал его первым учителем и уже в девять лет Отто играл на органе и пел (сопрано) во время церковных служб. 
Учился в Кройццшуле, где был учеником Христиана Теодора Вейлинга; в 1822—1825 годах занимался в Лейпциге у Иоганна Готрифда Шифта и уже в молодом возрасте сочинял мотеты и кантаты. После завершения обучения преподавал в институте Карла Юстуса Блохманна. Среди его учеников были, в частности, Фридрих Баумфельдер, Альберт Дитрих, Густав Меркель, Эдмунд Кречмер.
С 1828 года был временным, а с 1830 по 1875 год постоянным кантором в дрезденской Кройцкирхе. Много лет он был капельмейстером лютеранских церквей (Св. Софии и Богоматери) и дирижером дрезденского Liedertafel. В 1870 году стал членом Королевской академии музыки в Стокгольме. Вышел на пенсию 31 декабря 1875 года.
Умер в Дрездене 5 марта 1877 года и был похоронен на Троицком кладбище; 1 сентября 1886 года на его могиле был открыт памятник, выполненный скульптором К. Китцем.
Написал множество мотетов, кантат, месс и Te Deum, также оратории, трио, сонаты, полонезы, фортепианные пьесы, песни, две оперы. Особенную известность имели его патриотические песни для мужского хора: «Der Sängersaal», «Burschenfahrten», «Soldatenleben». Большую известность получило многотомное собрание песен для мужского хора Отто под названием «Ernst und Scherz», содержащее много композиций самого Отто и вообще исключительно оригинальные композиции.

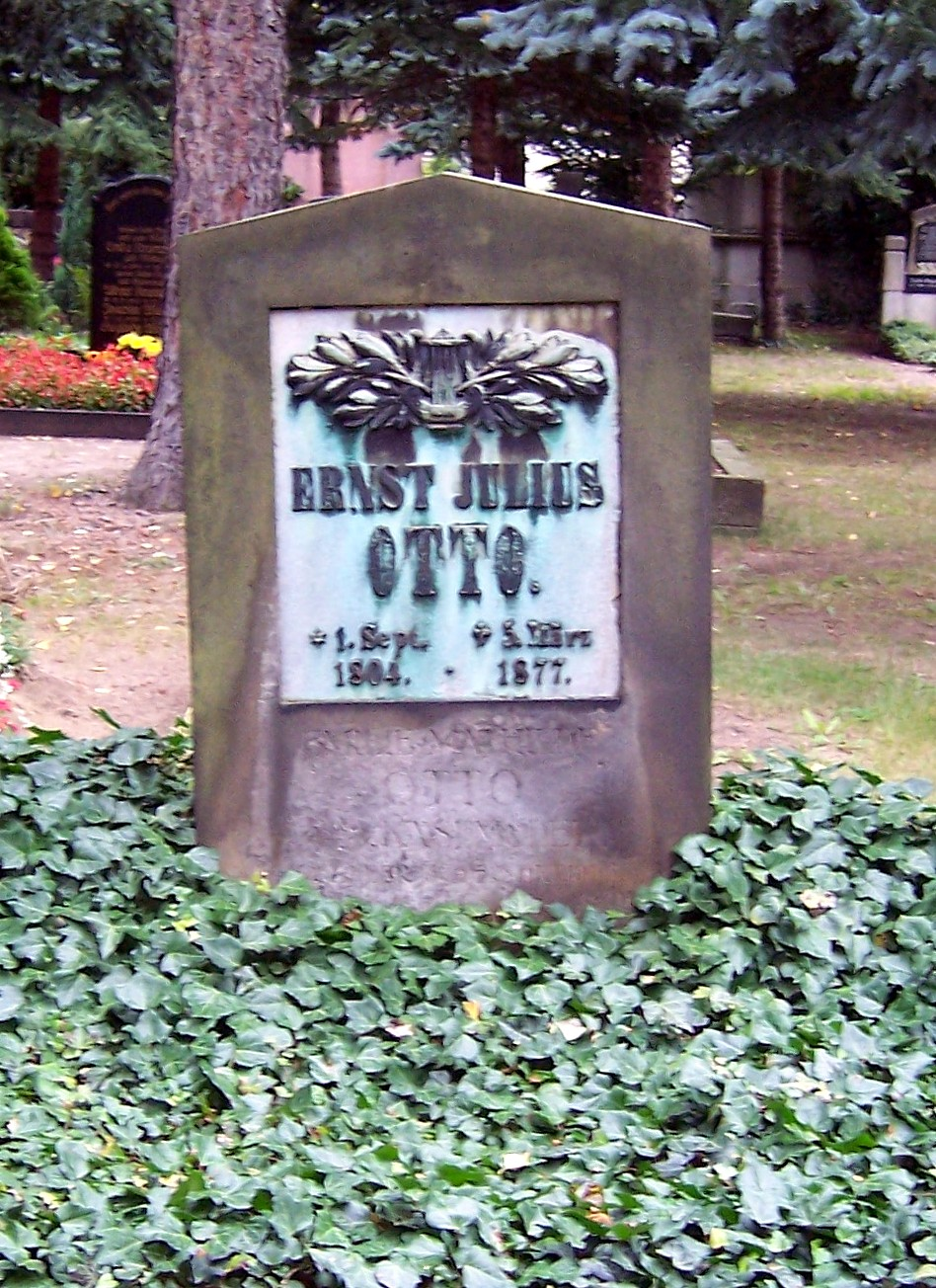
Могила Э. Ю. Отто

В 1876 году в Дрездене был создан хор его имени. В 1890 году в его честь была названа улица; ныне в разных городах Германии ему установлены памятники (первые бюсты были установлены в Дрездене в 1886 и в Кёнигштайне в 1887 году).